# Simon Tschobang
Simon Tschobang (Douala, 31 agosto 1951 – 7 agosto 2007) è stato un calciatore camerunese, di ruolo portiere.
È scomparso nel 2007 all'età di 55 anni.

## Carriera
Simon Tchobang ha avuto un'intensa carriera come calciatore e manager. Come calciatore, indossò i colori di Eclair de Douala, Avion Entrelec, Renaissance de Yabassi, Dihep di Nkam de Yabassi e in particolare Dynamo de Douala. Con il "Bon Ba job", soprannome della Dynamo, ha vinto due coppe del Camerun nel 1979 e nel 1981. Vestendo maglia dei leoni indomabili, la Nazionale camerunese, ha preso parte ai Mondiale del 1982 in Spagna e alla Coppa delle Nazioni Africane in Libia nel 1982.
Titolare di numerosi diplomi di allenatore, Simon Tchobang ha allenato la Douala Dynamo e in particolare la squadra di calcio femminile, la Ngon di Nkam de Yabassi, una squadra di cui è stato anche presidente fondatore. Simon Tchobang Tchoya al momento della sua morte era un membro della commissione nazionale di calcio femminile a Fecafoot.